# ناحیه ورنن، شهرستان لیک، ایلینوی
ناحیه ورنن، شهرستان لیک، ایلینوی (به انگلیسی: Vernon Township, Lake County, Illinois) یک سکونتگاه مسکونی در ایالات متحده آمریکا است که در Lake County واقع شده‌است.

## خصوصیات
ناحیه ورنن ۹۳٫۸ کیلومترمربع مساحت و ۶۷٬۰۹۵ نفر جمعیت دارد و ۲۰۴ متر بالاتر از سطح دریا واقع شده‌است.